# Elleanthus setosus
Elleanthus setosus är en orkidéart som beskrevs av Rudolf Schlechter. Elleanthus setosus ingår i släktet Elleanthus och familjen orkidéer.
Artens utbredningsområde är Bolivia. Inga underarter finns listade i Catalogue of Life.